# 郭榮趙
郭榮趙（1930年—2019年），湖南永興人，陸軍上尉退伍，台灣政治學者、教育工作者，退休旅居美國。

## 生平
青少年時隨中華民國政府在1949年7月19日撤退來台，在軍中服役期間，自主學習考上台中市東海大學政治學系，是該系第3屆畢業生，取得學士學位後考進台北市國立政治大學政治研究所，後考取中華民國教育部公費，留學英國，在牛津大學取得博士學位。
回台後先在母校東海大學政治學系教書，後歷任中國文化學院（現中國文化大學）教授兼院長、中國醫藥學院（現中國醫藥大學）教授兼院長、環球商業專科學校（現環球科技大學）創辦人、華梵大學教授兼校長。
台灣作家、英語教育家賴世雄自承讀了郭榮趙的著作《記我苦讀英文的經過》後，「對學英文的態度有了180度的大轉變」，並說這篇文章是同班同學曹近曦介紹的。
司馬文武（江春男）是郭榮趙在東海大學政治學系的學生（第10屆畢業生），自承深受老師影響。